# Nahars Lopp
Nahars Lopp, tidigare Open Trot-Stayern, är ett travlopp för 4-åriga och äldre varmblodstravare som körs på Bergsåkers travbana utanför Sundsvall i Västernorrlands län varje år i augusti dagen innan Sundsvall Open Trot. Loppet är uppkallat efter stjärnhästen Nahar. Det är ett långlopp över 2640 meter. Fram till 2019 kördes det över distansen 3640 meter med tillägg om 20 m, 40 m och 60 m beroende på deltagande hästs startprissumma. Sedan 2018 års upplaga är loppets förstapris 250 000 kronor.

## Vinnare
| År   | Häst             | Kusk               | Tränare            | Tvåa               | Trea              |
| ---- | ---------------- | ------------------ | ------------------ | ------------------ | ----------------- |
| 2024 | Chestnut         | Örjan Kihlström    | Daniel Redén       | Viva la Vida Face  | Young Mistress    |
| 2023 | Haitkin Am       | Erik Adielsson     | Svante Ericsson    | Ferox Brick        | Titan Yoda        |
| 2022 | Pinto Bob        | Robert Bergh       | Robert Bergh       | Twigs Got U.       | Holy Moses Mearas |
| 2021 | Coin Perdu       | Erik Adielsson     | Svante Båth        | Strangerinthenight | Fontaine Brodde   |
| 2020 | Global Welcome   | Erik Adielsson     | Svante Båth        | Racing Brodda      | Summit In Sight   |
| 2019 | Power            | Robert Bergh       | Robert Bergh       | Criterion          | Zarenne Fas       |
| 2018 | Qahar Q.C.       | Ulf Ohlsson        | Catarina Lundström | Antonio Trot       | The Last Ticket   |
| 2017 | Ola Montana      | Nicklas Westerholm | Nicklas Westerholm | Bottnas Commandeur | Super Zantos      |
| 2016 | Bullyoung        | Kenth Åkerlund     | Robert Bergh       | Spitcam Jubb       | Narold Vox        |
| 2015 | Narold Vox       | Ulf Ohlsson        | Krister Jakobsson  | Beau Mec           | Toronto Love      |
| 2014 | Prince di Poggio | Tomas Pettersson   | Sophie Ställberg   | Rooibos            | Unogaren          |
| 2013 | Ariel Boko       | Ulf Ohlsson        | Per Linderoth      | New Line           | Such a Feeling    |